# Acacia fulva
Acacia fulva é uma espécie de leguminosa do gênero Acacia, pertencente à família Fabaceae.